# Макмиллан, Нейт
Натаниэль (Нейт) Макмиллан (англ. Nathaniel "Nate" McMillan; род. 3 августа 1964 года в Роли, Северная Каролина, США) — американский профессиональный баскетболист и баскетбольный тренер. Работает ассистентом главного тренера клуба Национальной баскетбольной ассоциации «Лос-Анджелес Лейкерс». Макмиллан по 5 лет был главным тренером «Индиана Пэйсерс» и «Сиэтл Суперсоникс», где до этого отыграл 12 сезонов, два года тренировал «Атланту Хохс», а также семь сезонов руководил клубом «Портленд Трэйл Блэйзерс».

## Карьера в НБА
Макмиллан был выбран на драфте НБА 1986 года под 30 общим номером во втором раунде драфта клубом «Сиэтл Суперсоникс». Нейт провёл всю свою 12-летнюю игровую карьеру за «Суперсоникс». Он до сих пор является со обладателем рекорда (с Эрни Дигрегорио) по количеству передач, сделанных в одном матче среди новичков НБА — 25. В сезоне 1993/1994 он стал лидером регулярного чемпионата по передачам и был включён во вторую сборную всех звёзд защиты НБА в сезонах 1993/94 и 1994/95. За свою карьеру он 3 раза набирал трипл-дабл. «Суперсоникс» закрепили за ним номер 10.

## Тренерская карьера
После завершения карьеры игрока в 1998 году Макмиллан остался в клубе и занял пост ассистента главного тренера на котором оставался до 2000 года, когда его назначили исполняющим обязанности тренера «Соникс». В сезоне 2001/2002 его окончательно утвердили на этом посту. Макмиллан уже на втором году своей работы привел команду в игры плей-офф. Во время своего последнего года с командой Нейт выиграл титул чемпиона дивизиона в 2005 году. 6 июля 2005 года стал главным тренером «Портленд Трэйл Блэйзерс». Его жесткий тренерский стиль принес ему прозвище «Сержант».  5 декабря 2009 года Макмиллан разорвал правое ахиллово сухожилие во время тренировки с командой "«Портленд Трэйл Блэйзерс». Большую часть сезона после операции он тренировал команду в защитном ботинке и привел команду к 50 победам, несмотря на огромное количество травм ключевых игроков. Макмиллан тренировал «Блэйзерс» до 15 марта 2012 года.
1 июля 2013 года Макмиллан был нанят «Индиана Пэйсерс» в качестве помощника тренера на сезон 2013–14 годов. Он заменил Брайана Шоу, который занял пост главного тренера в «Денвер Наггетс».16 мая 2016 года Макмиллан стал главным тренером после решения «Пэйсерс» не продлевать контракт с Фрэнком Вогелем.
12 августа 2020 года «Индиана Пэйсерс» объявила о продлении контракта Макмиллана. Однако всего две недели спустя, 26 августа 2020 года, он был уволен после проигрыша клубу «Майами Хит» в плей-офф НБА 2020.
11 ноября 2020 года «Атланта Хокс» наняла Макмиллана в качестве помощника тренера под руководством Ллойда Пирса. 1 марта 2021 года Макмиллан был назначен временным главным тренером после увольнения Пирса. Под руководством Макмиллана «Атланта Хокс» закончили сезон с результатом 27-11, получив пятое место в Восточной конференции. Успех «Атланты» продолжился в плей-офф, они обыграли  в пяти матчах «Нью-Йорк Никс» и продолжили свой невероятный путь, одержав победу над «Филадельфия Севенти Сиксерс», занявшей первое место, в упорной серии из семи игр. Благодаря этой победе в серии, «Атланта» вышла в финал Восточной конференции, всего второй раз за 54 года пройдя во второй раунд.
21 февраля 2023 года «Хокс» уволили Макмиллана с поста главного тренера. В сезоне 2022/23 клуб под его руководством до перерыва на Матч звезд НБА занимал 8-е место в Восточной конференции с результатом 29 побед и 30 поражений.

## Статистика

### Статистика в НБА
| Сезон                                                                                    | Команда | Регулярный сезон | Регулярный сезон | Регулярный сезон | Регулярный сезон | Регулярный сезон | Регулярный сезон | Регулярный сезон | Регулярный сезон | Регулярный сезон | Регулярный сезон | Регулярный сезон | Серия плей-офф | Серия плей-офф | Серия плей-офф | Серия плей-офф | Серия плей-офф | Серия плей-офф | Серия плей-офф | Серия плей-офф | Серия плей-офф | Серия плей-офф | Серия плей-офф |
| Сезон                                                                                    | Команда | GP               | GS               | MPG              | FG%              | 3P%              | FT%              | RPG              | APG              | SPG              | BPG              | PPG              | GP             | GS             | MPG            | FG%            | 3P%            | FT%            | RPG            | APG            | SPG            | BPG            | PPG            |
| ---------------------------------------------------------------------------------------- | ------- | ---------------- | ---------------- | ---------------- | ---------------- | ---------------- | ---------------- | ---------------- | ---------------- | ---------------- | ---------------- | ---------------- | -------------- | -------------- | -------------- | -------------- | -------------- | -------------- | -------------- | -------------- | -------------- | -------------- | -------------- |
| 1986/87                                                                                  | Сиэтл   | 71               | 50               | 27,8             | 47,5             | 0,0              | 61,7             | 4,7              | 8,2              | 1,8              | 0,6              | 5,3              | 14             | 14             | 25,4           | 43,5           | -              | 70,8           | 3,9            | 8,0            | 1,0            | 0,7            | 5,1            |
| 1987/88                                                                                  | Сиэтл   | 82               | 82               | 29,9             | 47,4             | 37,5             | 70,7             | 4,1              | 8,6              | 2,1              | 0,6              | 7,6              | 5              | 5              | 25,4           | 34,3           | 0,0            | 64,3           | 4,2            | 6,6            | 0,4            | 0,6            | 6,6            |
| 1988/89                                                                                  | Сиэтл   | 75               | 74               | 31,2             | 41,0             | 21,4             | 63,0             | 5,2              | 9,3              | 2,1              | 0,6              | 7,1              | 8              | 7              | 25,0           | 47,5           | 0,0            | 64,0           | 3,1            | 7,9            | 1,3            | 0,6            | 6,8            |
| 1989/90                                                                                  | Сиэтл   | 82               | 69               | 28,5             | 47,3             | 35,5             | 64,1             | 4,9              | 7,3              | 1,7              | 0,5              | 6,4              | Не участвовал  | Не участвовал  | Не участвовал  | Не участвовал  | Не участвовал  | Не участвовал  | Не участвовал  | Не участвовал  | Не участвовал  | Не участвовал  | Не участвовал  |
| 1990/91                                                                                  | Сиэтл   | 78               | 0                | 18,4             | 43,3             | 35,4             | 61,3             | 3,2              | 4,8              | 1,3              | 0,3              | 4,3              | 5              | 0              | 19,0           | 26,1           | 0,0            | 50,0           | 3,6            | 4,4            | 1,2            | 0,2            | 2,8            |
| 1991/92                                                                                  | Сиэтл   | 72               | 30               | 22,9             | 43,7             | 27,6             | 64,3             | 3,5              | 5,0              | 1,8              | 0,4              | 6,0              | 9              | 2              | 27,3           | 42,2           | 23,1           | 71,4           | 3,7            | 7,0            | 1,8            | 0,3            | 9,6            |
| 1992/93                                                                                  | Сиэтл   | 73               | 25               | 27,1             | 46,4             | 38,5             | 70,9             | 4,2              | 5,3              | 2,4              | 0,4              | 7,5              | 19             | 2              | 21,8           | 34,0           | 20,8           | 53,3           | 3,5            | 5,4            | 2,1            | 0,6            | 4,8            |
| 1993/94                                                                                  | Сиэтл   | 73               | 8                | 25,8             | 44,7             | 39,1             | 56,4             | 3,9              | 5,3              | 3,0              | 0,3              | 6,0              | 5              | 0              | 21,8           | 32,0           | 36,4           | 25,0           | 3,2            | 2,0            | 1,2            | 0,2            | 4,2            |
| 1994/95                                                                                  | Сиэтл   | 80               | 18               | 25,9             | 41,8             | 34,2             | 58,6             | 3,8              | 5,3              | 2,1              | 0,7              | 5,2              | 4              | 4              | 28,3           | 34,8           | 12,5           | 100,0          | 4,5            | 7,3            | 2,5            | 0,5            | 4,8            |
| 1995/96                                                                                  | Сиэтл   | 55               | 14               | 22,9             | 42,0             | 38,0             | 70,7             | 3,8              | 3,6              | 1,7              | 0,3              | 5,0              | 19             | 0              | 20,3           | 40,6           | 47,5           | 64,3           | 3,7            | 2,7            | 1,2            | 0,3            | 4,4            |
| 1996/97                                                                                  | Сиэтл   | 37               | 2                | 21,6             | 40,9             | 33,3             | 65,5             | 3,2              | 3,8              | 1,6              | 0,2              | 4,6              | 3              | 0              | 13,7           | 0,0            | 0,0            | -              | 1,7            | 1,0            | 0,3            | 0,0            | 0,0            |
| 1997/98                                                                                  | Сиэтл   | 18               | 1                | 15,6             | 34,3             | 44,1             | 100,0            | 2,2              | 3,1              | 0,8              | 0,2              | 3,4              | 7              | 0              | 14,1           | 33,3           | 16,7           | 100,0          | 2,3            | 2,1            | 0,4            | 0,3            | 2,3            |
|                                                                                          | Всего   | 796              | 373              | 25,7             | 44,3             | 34,2             | 65,0             | 4,0              | 6,1              | 1,9              | 0,4              | 5,9              | 98             | 34             | 22,3           | 38,1           | 28,9           | 63,2           | 3,5            | 5,2            | 1,3            | 0,4            | 5,0            |
| Наведите курсор мыши на аббревиатуры в заголовке таблицы, чтобы прочесть их расшифровку. |         |                  |                  |                  |                  |                  |                  |                  |                  |                  |                  |                  |                |                |                |                |                |                |                |                |                |                |                |

### Статистика в NCAA
| Сезон | Команда                 | Conf  | Class | GP | GS | MPG  | FG%  | 3P% | FT%  | RPG | APG | SPG | BPG | PPG |
| --- | ----------------------- | ----- | ----- | -- | -- | ---- | ---- | --- | ---- | --- | --- | --- | --- | --- |
| 1984/85 | Северная Каролина Стэйт | ACC   | JR    | 33 | 32 | 29,5 | 45,4 |     | 67,4 | 5,7 | 5,1 | 1,8 | 1,1 | 7,6 |
| 1985/86 | Северная Каролина Стэйт | ACC   | SR    | 34 | 34 | 35,5 | 48,5 |     | 73,3 | 4,6 | 6,9 | 2,6 | 0,8 | 9,4 |
| Всего | Всего                   | Всего | Всего | 67 | 66 | 32,6 | 47,1 |     | 70,3 | 5,1 | 6,0 | 2,2 | 0,9 | 8,5 |
| Наведите курсор мыши на аббревиатуры в заголовке таблицы, чтобы прочесть их расшифровку Статистика приведена с сайта sports-reference.com |                         |       |       |    |    |      |      |     |      |     |     |     |     |     |